# Fairbury (Illinois)
Fairbury è un comune degli Stati Uniti d'America, situato nell'Illinois, nella contea di Livingston.